# Yvette
A Yvette frank eredetű női név, valószínű jelentése: íjász v. zsidó.

## Gyakorisága
Az 1950-es években szórványos név, a 2000-es években nem szerepel a 100 leggyakoribb női név között, kiváltotta az Ivett alak.

## Névnapok
- január 13.
- május 6.

## Híres Yvette-ek
- Bíró Yvette filmesztéta, kritikus, forgatókönyv író
- Bozsik Yvette Kossuth-díjas magyar balettművész, koreográfus, rendező, érdemes művész, egyetemi tanár.